# Albatros D.I
Albatros D.I – jednomiejscowy niemiecki samolot myśliwski z okresu I wojny światowej. Zaprojektowany przez zespół w składzie: Robert Thelen, R. Schubert i Gnädig, D.I był próbą stworzenia samolotu o lepszych osiągach niż alianckie myśliwce Nieuport 11 i Airco DH.2. Samolot, wyposażony w sześciocylindrowy silnik Mercedes D.III o mocy 160 KM lub Benz Bz.III o mocy 150 KM, wszedł do wyposażenia w 1916 roku. Wyprodukowano 50 egzemplarzy prototypowych i seryjnych. Po wprowadzeniu kilku drobnych poprawek samolot budowany był dalej pod oznaczeniem Albatros D.II.